# Mate Granić
Mate Granić (Baška Voda, 1947. szeptember 19. –) horvát politikus. 1993-tól 2000-ig Horvátország külügyminisztere volt. Tagja volt a Horvát Demokratikus Közösségnek (HDZ), és közeli munkatársa Franjo Tuđmannak, Horvátország első államfőjének. Külügyminiszterként közreműködött a boszniai háborút lezáró daytoni békeszerződés létrejöttében.

## Életrajza
Granić Jugoszlávia horvátországi részén Dalmáciában Baška Vodában született. Splitben járt gimnáziumba. Ezután a Zágrábi Egyetemen orvos lett. A belgyógyászatra specializálódott.
Mate Granić volt Horvátország külügyminisztere 1993 és 2000 között. A Horvát Demokratikus Közösség (HDZ) tagja és Franjo Tuđman közeli bizalmasa volt. Külügyminiszterként 1995-ben Granić segített tető alá hozni a Daytoni békeszerződést, mely Horvátország, Bosznia-Hercegovina és Szerbia között jött létre. Szerbiát 1996-ban meg is látogatta.
Granićot tekintették a HDZ centrista reformista ágának a vezetőjének. Külügyminiszterként fő feladata a Krajjinai Szerb Köztársasággal és Bosznia-Hercegovinával kapcsolatos horvát érdekek védelme és az ENSZ-szankciók elkerülése volt.
Reformista nézetei miatt lehetséges jelölt volt az elnökválasztásra Tuđman halála után. 2000 januárban Granić indult az elnökválasztáson, de 22,5%-os eredményével a harmadik helyezt szerezte meg, és ezzel az első körben kiesett. Nem volt erős kampányoló, személyisége pedig nem volt populista, emiatt is kaphatott ki.
Mikor a hónap későbbi részében a HDZ-vel megalakult az új kabinet, mely sem az elnököt nem adta, sem parlamenti többsége nem volt, Granićot leváltották a külügyminiszteri posztról.